# Athos Rogero Natali
Athos Rogero Natali (Livorno, 1881 – Livorno, 8 febbraio 1976) è stato un pittore, scenografo e attore italiano.

## Biografia
Fratello maggiore del pittore Renato Natali, durante gli anni '30 lavorò come scenografo e attore negli stabilimenti cinematografici Pisorno di Tirrenia, con Forzano, Righelli, Bonnard e altri registi. Anche disegnatore e architetto, dal 1955 si dedicò all'insegnamento all'Istituto Statale d'Arte di Firenze e realizzò come vetrinista numerose opere a soggetto religioso per gli Spedali Riuniti di Livorno, per la chiesa di Quercianella, a Montenero e in svariati altri luoghi. Muore nel 1976 all'età di 96 anni.

## Filmografia

### Scenografo
- L'aria del continente, regia di Gennaro Righelli (1935)
- Ladro di donne, regia di Abel Gance (1936)
- Amazzoni bianche, regia di Gennaro Righelli (1936)
- Il conte di Bréchard, regia di Mario Bonnard (1937)
- Regina della Scala, regia di Guido Salvini e Camillo Mastrocinque (1937) - arredatore
- La signora di Montecarlo, regia di Mario Soldati e André Berthomieu (1938)
- Il torrente, regia di Marco Elter (1938) - anche costumista
- L'amor mio non muore!, regia di Giuseppe Amato (1938)

### Attore
- Campo di maggio, regia di Giovacchino Forzano (1935)
- Fiordalisi d'oro, regia di Giovacchino Forzano (1935)
- 13 uomini e un cannone, regia di Giovacchino Forzano (1936) - anche ispettore di produzione
- I due sergenti, regia di Enrico Guazzoni (1936) - anche arredatore
- Sono stato io!, regia di Raffaello Matarazzo (1937)